# Wygłoba koniczynówka
Wygłoba koniczynówka, wygłoba koniczówka (Euclidia glyphica) – gatunek motyla z rodziny mrocznicowatych i podrodziny Erebinae.